# Олена Георгієвна Лейхтенберзька (1892—1971)
Олена Георгієвна Лейхтенберзька (рос. Елена Георгиевна Лейхтенбергская), також Олена Георгієвна Романовська (рос. Елена Георгиевна Романовская), після одруження Олена Тишкевич (15 січня 1892, Ніцца, Франція — 6 лютого 1971, Рим, Італія) — російська княжна з роду Романовських, герцогиня Лейхтенберзька, член російського імператорського дому, донька 6-го герцога Лейхтенберзького Георгія Максиміліановича та чорногорської принцеси Анастасії, дружина польського графа та винахідника Стефана Тишкевича.

## Біографія
Народилась 15 січня 1892 року у Ніцці. Була другою дитиною та єдиною донькою в родині герцога Георгія Лейхтенберзького та його другої дружини Анастасії Чорногорської. Мала рідного брата Сергія та єдинокровного, від першого шлюбу батька, — Олександра. 
Шлюб батьків не був щасливим. Георгій Максиміліанович не кохав дружину і фактично жив у Парижі. Буваючи на батьківщині, намагався найскоріше виїхати за кордон, мотивуючи це слабким здоров'ям. В листопаді 1906 року подружжя розлучилося. За півроку матір взяла другий шлюб з великим князем Миколаєм Миколайовичем Романовим. Вона цікавилася містикою і мала не найкращу репутацію при дворі, Вітте називав її «чорногорка №2». Однак імператриця Олександра Федорівна ставилася до неї товарисько. Втім, наприкінці 1910-х років відбувся розлад стосунків Анастасії та її сестри Міліци з імператорським подружжям.
У 1910 році дід Олени, Нікола Петрович, проголосив князівство Чорногорія королівством і став його першим королем. Імператор Росії на честь цього призначив його фельдмаршалом російської армії. Для вручення фельдмаршальського жезла до Чорногорії вирушив великий князь Миколай Миколайович. Олена та Сергій разом із матір'ю супроводжували його. 19 серпня вони прибули в Антіварі, звідки вирушили до Цетинє під привітання чорногорського народу. Візит тривав тиждень, після чого родина морем дісталася Фіуме, звідки інкогніто вирушила до Відня.
Після початку Першої світової війни Олена працювала у Київському лазареті. Генерал-майор Олександр Спиридович писав у своїй книзі «Велика війна і Лютнева Революція 1914-1917 років»:
|  | Пройшли до лазарету. Там, коло поранених ті, хто багато працювали: Княжна Олена Георгієвна Романовська, герцогиня Лейхтенберзька (від першого шлюбу В. К.), Марина Петрівна та Надія Петрівна. Лазарет справив дуже добре враження. Красиво, затишно. |

У 1917—1919 роках княжна мешкала в Криму. Поблизу Гаспри її матір мала маєток «Чаїр». У сусідніх маєтках Дюльбер і Ай-Тодор розмістилися Романови, які змогли виїхати з Санкт-Петербургу.

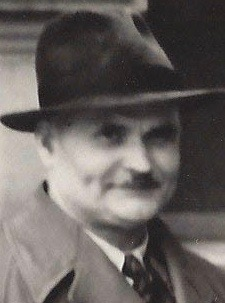
Світлина Стефана Тишкевича, 1952

У віці 25 років взяла шлюб із 22-річним польським графом Стефаном Євгеніушем Тишкевичем-Логойським з Ландварова. Вінчання пройшло 18 липня 1917 в Ялті. В Росії на той час вже була проголошена республіка і влада належала Тимчасовому уряду. Наречений був ротмістром кінного полку лейб-гвардії імператора і з кінця 1916 року — ад'ютантом її вітчима Миколая Миколайовича.
В Криму члени імператорського дому мешкали під домашнім арештом. Олена з чоловіком продовжували залишатися в маєтку «Чаїр». Охорона була призначена Севастопольскою радою депутатів. Куруючим її комісаром був В. М. Вершинін. У середині квітня 1918 року Крим окупували німецькі війська. Ялтинська рада депутатів мала намір розстріляти Романових, однак проект не здійснився. Після Листопадової революції німці залишили Росію. Надалі, за наказом Денікіна, охорону членів імператорського дому здійснював сформований загін полковника Федотьєва чисельністю більше 200 осіб.
11 квітня 1919 року на британському дредноуті «Мальборо», який був висланий спеціально для порятунку родини Романових, серед яких була і сестра англійської королеви, Олена з чоловіком залишили Крим. 12 квітня корабель зробив зупинку у порту грецького острова Халкі. 16 квітня частина пасажирів, серед яких було подружжя Тишкевичів, а також Анастасія Чорногорська та Миколай Миколайович, пересіли на лінкор «Лорд Нельсон», який доправив їх до Генуї. Певний час Олена з чоловіком, матір'ю та сім'єю тітки Міліци жила у королеви Італії Олени Чорногорської. Надалі мешкала з чоловіком у Польщі та Італії.Його батьки ще були живі. Їм належав маєток Ландварово поблизу Вільнюса з нещодавно збудованим неоготичним палацом на озері та великим парком.
У січні 1921 року Олена у Варшаві народила єдину доньку Наталію (1921—2003) — одружена не була, дітей не мала.
У 1920-х роках Тишкевич працював над створенням автівки власного виробництва з американським двигуном Continental. У 1928 році він переніс виробництво до Варшави. Для цього були задіяні усі сімейні активи, а Олена продала брошку з великим смарагдом у 86 каратів, яка входила до її посагу. Однак вже у лютому 1929 року завод згорів.
У 1936—1939 роках її чоловік був володарем маєтку Ландварово. Згодом воно було націоналізоване Литовською Радянською Соціалістичною Республікою.
Померла Олена 6 лютого 1971 року у Римі. Похована на цвинтарі Тестаччо у Римі біля воріт Святого Павла.

## Нагороди
- Великий хрест ордену Святої Катерини (Російська імперія) (3 січня 1912).